# 池田雄一 (バスケットボール)
池田 雄一（いけだ ゆういち、1983年7月13日 - ）は、新潟県燕市出身の元バスケットボール選手である。ポジションはスモールフォワード。身長191cm、体重90kg。

## 来歴
小学校は燕市立粟生津小学校に通う。この頃はまだバスケはしていなかった。

中学校は、燕市立吉田中学校に進学。バスケ部に入部し、ここでバスケットボールを始める(中学1年、12歳の時)

その後、高校は全国屈指の強豪、新潟県立新潟商業高等学校に進学。一つ上の先輩には日下光がいた。入学していきなりの1999年インターハイで全国優勝するも、ベンチメンバーには入れなかった。（この時の新潟商業のベンチに1年生は一人もいなかった。）

その後の1999年ウィンターカップでは、1年生ながらベンチ入り。3回戦で清水耕介、中村友也、太田和利、佐藤託矢らを擁する東住吉工業に敗退、ベスト16で初の高校全国大会デビューを終える。
3年生時には主将を務める。
東海大学進学後も同期の西堂雅彦、1年後輩の竹内譲次らとともにインカレ優勝を経験。
卒業後の2006年、新潟アルビレックスBBにドラフト3巡目（全体11位）で入団。
ルーキーシーズンは控えだったものの、2シーズン目は藤原隆充についでチーム2位の1363分出場、主力に定着した。
2012年12月は高確率のシュート（3P成功率50パーセント、2P成功率59.5パーセント、FT成功率92.7パーセント
）で月間1試合平均15.8得点をマークして月間MVPに選出された。
2025年6月、引退を表明。19年間のキャリアを新潟一筋で貫いた。

## 成績
| シーズン         | チーム | GP | GS | MPG  | FG%  | 3P%  | FT%  | RPG | APG | SPG | BPG | TO  | PPG  |
| ---------------- | ------ | -- | -- | ---- | ---- | ---- | ---- | --- | --- | --- | --- | --- | ---- |
| bjリーグ 2006-07 | 新潟   | 19 | 0  | 9.4  |      |      |      |     |     |     |     |     | 3.0  |
| bjリーグ 2007-08 | 新潟   | 44 | 44 | 31.0 |      |      |      |     |     |     |     |     | 10.0 |
| bjリーグ 2008-09 | 新潟   | 52 | 52 | 33.7 |      |      |      |     |     |     |     |     | 12.8 |
| bjリーグ 2009-10 | 新潟   | 52 | 52 | 28.0 |      |      |      |     |     |     |     |     | 8.5  |
| bjリーグ 2010-11 | 新潟   | 40 | 40 | 27.7 |      |      |      |     |     |     |     |     | 10.2 |
| bjリーグ 2011-12 | 新潟   | 52 | 52 | 28.9 | .384 | .393 | .736 | 2.4 | 1.1 | 0.8 | 0.1 | 1.0 | 10.6 |
| bjリーグ 2012-13 | 新潟   | 52 | 51 | 28.2 | .382 | .363 | .844 | 2.5 | 1.7 | 0.6 | 0.1 | 1.2 | 11.0 |
| bjリーグ 2013-14 | 新潟   | 52 | 52 | 29.1 | .349 | .335 | .886 | 3.3 | 1.5 | 0.7 | 0.1 | 1.2 | 8.6  |
| bjリーグ 2014-15 | 新潟   |    |    |      |      |      |      |     |     |     |     |     |      |

## ギャラリー

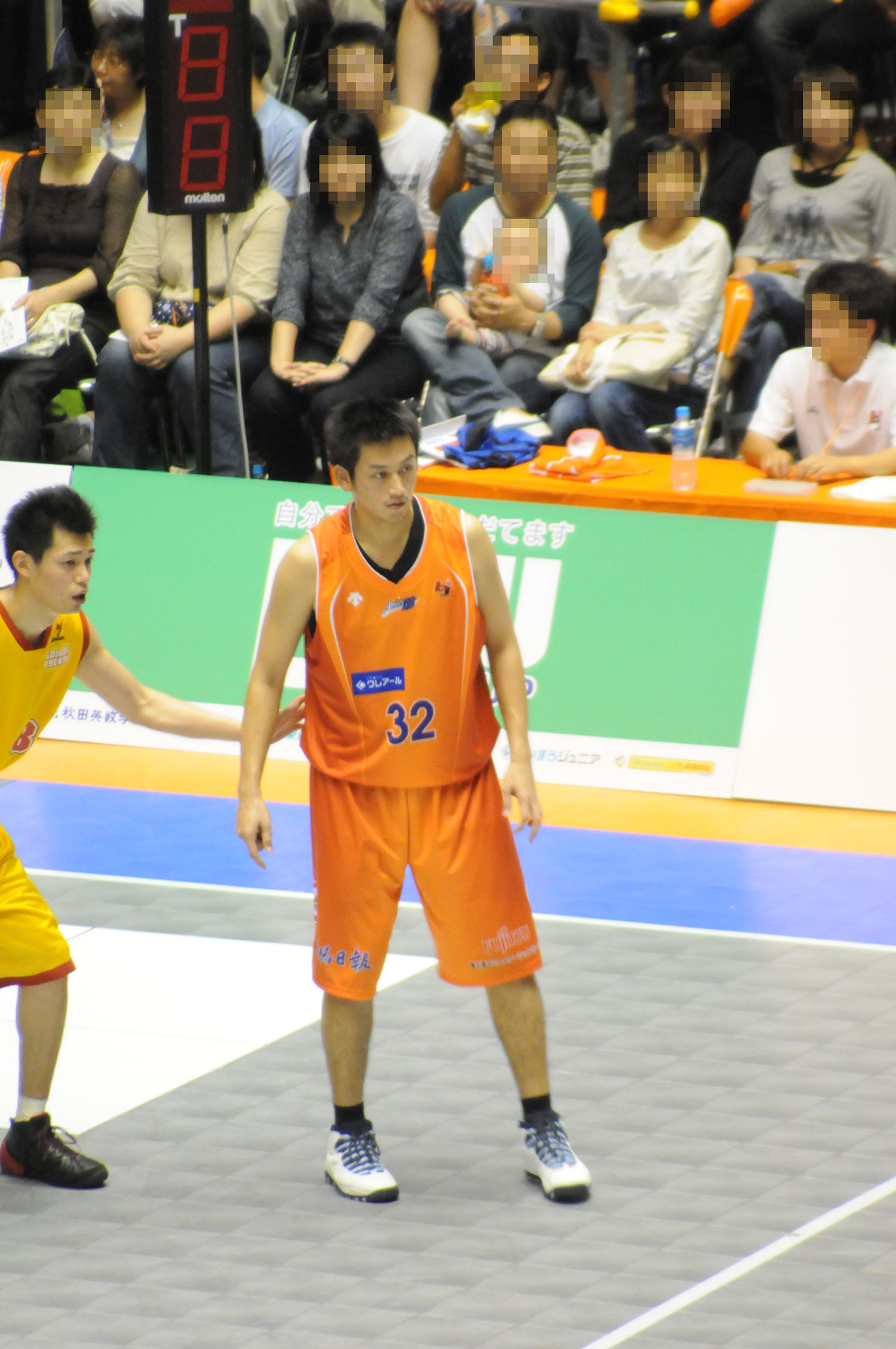
2008年9月23日 新潟アルビレックスBB、池田雄一選手。秋田県立体育館で。